# تشارلز إس. كيلسي
تشارلز إس. كيلسي هو سياسي أمريكي، ولد في 7 أكتوبر 1822 في Perry, New York ‏ في الولايات المتحدة، وتوفي في 1890. نشط حزبياً في الحزب الجمهوري. وقد انتخب عضو جمعية ولاية ويسكونسن ‏.